# Günter Knobloch
Günter Knobloch (* 1937) ist ein deutscher Gebrauchs- und Fotografiker und war Fachschullehrer und -Direktor.

## Leben und Werk
Knobloch studierte 1956/1957 ohne Abschluss an der Karl-Marx-Universität in Leipzig und anschließend bis 1962 in Halle (Saale) Gebrauchsgrafik an der Hochschule für industrielle Formgestaltung Halle – Burg Giebichenstein, insbesondere bei Walter Funkat. Von 1962 bis 1967 arbeitete er dort als wissenschaftlich-künstlerischer Mitarbeiter. Ab 1971 war er Dozent und Abteilungsleiter für Gestaltung an der Fachschule für Werbung und Gestaltung Berlin-Schöneweide (FSWG). Von 1975 bis 1980 arbeitete er beim Amt für industrielle Formgestaltung. Er war u. a. 1979/1980 an der Gestaltung der großen Ausstellung Militärtechnik und Gesellschaftsordnung – Das Geschützwesen im Kurfürstentum Sachsen auf der Festung Königstein beteiligt. Von 1983 bis 1991 war er Direktor der FSWG.
Knobloch ist insbesondere Gebrauchsgrafiker und Fotografiker. Er war bis 1990 Mitglied des Verbands Bildender Künstler der DDR und gehörte deren Arbeitsgruppe Fotografik an.
Knobloch lebt in Petershagen, wo er sich nach seiner Pensionierung auch als Ortschronist betätigt.

## Veröffentlichungen
- Citroen mit seinen „geheimen Verführern“, in form+zweck (1967) 1, S. 45–50
- mit Manfred Heintze, Formgestalter und Gebrauchsgrafiker, in: form+zweck (1965) 1, S. 61–62
- mit Manfred Heintze: Formgestalter und Gebrauchsgrafiker (2), in: form+zweck (1965) 2, S. 53–60
- Kommunikationsdesign, in: form+zweck (1987) 1, S. 10–12, Ziel:
- Ziel: Kommunikationsdesign, Interview mit Günter Knobloch, in: form+zweck (1987) 1, S. 10–12, 95 Jahre Fachschule für Werbung und Gestaltung Berlin

## Ausstellungen (Auswahl)
- 1965: Berlin, Deutsche Akademie der Künste („Junge Künstler. Gebrauchsgraphik“)
- 1976, 1979, 1982 und 1986: Berlin, Bezirkskunstausstellungen (Gebrauchsgrafik)
- 1977: Berlin, Galerie am Prater (Ausstellung der Arbeitsgruppe Fotografik im VBK)
- 1982/1983 und 1987/1988: Dresden, IX. und X. Kunstausstellung der DDR
- 1984: Halle/Saale, Staatliche Galerie Moritzburg („Walter Funkat und Schüler“)